# Joyal-Modellstruktur
Die Joyal-Modellstruktur ist im mathematischen Teilgebiet der Höheren Kategorientheorie eine spezielle Modellstruktur auf der Kategorie der simplizialen Mengen. Diese besteht aus einer Auswahl von drei Klassen an Morphismen zwischen simplizialen Mengen, genannt Faserungen, Kofaserungen und schwachen Äquivalenzen, sodass die Eigenschaften einer Modellstruktur erfüllt sind. Ihre fasernden Objekte sind ∞-Kategorien und sie modelliert darüber hinaus die Homotopietheorie von CW-Komplexen bis auf Homotopieäquivalenz, wobei die Korrespondenz zwischen simplizialen Mengen und CW-Komplexen durch die geometrische Realisierung und den singulären Funktor gegeben ist. Benannt ist die Joyal-Modellstruktur nach André Joyal.

## Definition
Die Joyal-Modellstruktur ist gegeben durch:
- Faserungen sind Isofaserungen.[1]
- Kofaserungen sind Monomorphismen.
- Schwache Äquivalenzen sind schwache kategoriellen Äquivalenzen,[2] also die Morphismen simplizialer Mengen, deren geometrische Realisierung eine Homotopieäquivalenz zwischen CW-Komplexen ist.
- Triviale Kofaserungen sind die inneren anodynen Erweiterungen.

Die Kategorie der simplizialen Mengen {\displaystyle \mathbf {sSet} } mit der Joyal-Modellstruktur wird als {\displaystyle \mathbf {sSet} _{\mathrm {J} }} bezeichnet.

## Eigenschaften
- Fasernde Objekte der Joyal-Modellstruktur, also simpliziale Mengen {\displaystyle X}, für welche der terminale Morphismus {\displaystyle X\xrightarrow {!} \Delta ^{0}} eine Faserung ist, sind genau die ∞-Kategorien.[2][3][1]
- Kofasernde Objekte der Joyal-Modellstruktur, also simpliziale Mengen {\displaystyle X}, für welche der initiale Morphismus {\displaystyle \emptyset \xrightarrow {!} X} eine Kofaserung ist, sind alle simplizialen Mengen.[1] (Dadurch vereinfacht sich insbesondere stark das Brownsche Lemma auf der Joyal-Modellstruktur.)
- Die Joyal-Modellstruktur ist linkseigentlich, was direkt daraus folgt, dass jedes Objekt kofasernd ist.[4] Das bedeutet, dass schwache kategorielle Äquivalenzen bei Kofaserprodukten entlang ihrer Kofaserungen (also Monomorphismen) erhalten bleiben. Die Joyal-Modellstruktur ist nicht rechtseigentlich. Beispielsweise ist die Inklusion {\displaystyle \Lambda _{1}^{2}\hookrightarrow \Delta ^{2}} eine schwache kategorielle Äquivalenz, jedoch der Rückzug entlang der Isofaserung {\displaystyle \Delta ^{1}\cong \{0\rightarrow 2\}\hookrightarrow \Delta ^{2}}, nämlich die Inklusion {\displaystyle (0,1)\colon \Delta ^{0}+\Delta ^{0}\hookrightarrow \Delta ^{1}}, ist es etwa aufgrund der verschiedenen Anzahl an Zusammenhangskomponenten nicht.[5] Dieses Gegenbeispiel funktioniert nicht auch für die Kan-Quillen-Modellstruktur, da {\displaystyle \Delta ^{1}\cong \{0\rightarrow 2\}\hookrightarrow \Delta ^{2}}keine Kan-Faserung ist. Jedoch ist der Rückzug von schwachen kategoriellen Äquivalenzen entlang von linken oder rechten Kan-Faserungen wieder eine schwache kategorielle Äquivalenz.[6]
- Die Joyal-Modellstruktur ist eine Cisinski-Modellstruktur und insbesondere kofasernd erzeugt. Kofaserungen werden erzeugt von Randinklusionen{\displaystyle \partial \Delta ^{n}\hookrightarrow \Delta ^{n}} und triviale Kofaserungen (also innere anodyne Erweiterungen) werden erzeugt von inneren Horninklusionen {\displaystyle \Lambda _{k}^{n}\hookrightarrow \Delta ^{n}} (mit {\displaystyle n\geq 2} und {\displaystyle 0<k<n}).

- Schwache kategorielle Äquivalenzen sind final.[7]
- Innere anodyne Erweiterungen sind schwache kategorielle Äquivalenzen.[8][9]
- Schwache kategorielle Äquivalenzen sind abgeschlossen unter endlichen Produkten[10][11][12] und kleinen filtrierten Kolimiten.[13][14]
- Da die Kan-Quillen-Modellstruktur ebenfalls Monomorphismen als Kofaserungen hat[15] und jede schwache kategorielle Äquivalenz eine schwache Homotopieäquivalenz ist,[16] erhält die Identität {\displaystyle \operatorname {Id} \colon \mathbf {sSet} _{\mathrm {KQ} }\rightarrow \mathbf {sSet} _{\mathrm {J} }} sowohl Kofaserungen als auch triviale Kofaserungen, sodass diese als linksadjungierter Funktor mit der Identität {\displaystyle \operatorname {Id} \colon \mathbf {sSet} _{\mathrm {J} }\rightarrow \mathbf {sSet} _{\mathrm {KQ} }} als rechtsadjungiertem Funktor eine Quillen-Adjunktion bildet.

## Lokale schwache kategorielle Äquivalenz
Für eine simpliziale Menge {\displaystyle B} und einen Morphismus von simplizialen Mengen {\displaystyle f\colon X\rightarrow Y} über {\displaystyle B} (sodass Morphismen {\displaystyle p\colon X\rightarrow B} und {\displaystyle q\colon Y\rightarrow B} mit {\displaystyle p=q\circ f} existieren), sind die folgenden Bedingungen äquivalent:
- Für jeden {\displaystyle n}-Simplex {\displaystyle \sigma \colon \Delta ^{n}\rightarrow B} ist der induzierte Morphismus {\displaystyle \Delta ^{n}\times _{B}\sigma \colon \Delta ^{n}\times _{B}X\rightarrow \Delta ^{n}\times _{B}Y} eine schwache kategorielle Äquivalenz.
- Für jeden Morphismus {\displaystyle g\colon A\rightarrow B} ist der induzierte Morphismus {\displaystyle A\times _{B}g\colon A\times _{B}X\rightarrow A\times _{B}Y} eine schwache kategorielle Äquivalenz.

Ein solcher Morphismus wird lokale schwache kategorielle Äquivalenz genannt.
- Jede lokale schwache kategorielle Äquivalenz ist eine schwache kategorielle Äquivalenz.[17]